# Zeilvinruwhaai
De zeilvinruwhaai (Oxynotus paradoxus) is een vis uit de familie van ruwhaaien (Oxynotidae) en behoort derhalve tot de orde van doornhaaiachtigen (Squaliformes). De vis kan een lengte bereiken van 120 centimeter.

## Leefomgeving
De zeilvinruwhaai is een zoutwatervis. De vis prefereert diep water en leeft hoofdzakelijk in de Atlantische Oceaan op dieptes tussen 265 en 720 meter.

## Relatie tot de mens
De zeilvinruwhaai is voor de visserij van beperkt commercieel belang. In de hengelsport wordt er weinig op de vis gejaagd.